# Marc Camoletti
Marc Camoletti (Genf, 1923. november 16. – Benerville-sur-Mer, 2003. július 18.)  francia vígjátékszerző, színház és filmrendező.

## Élete
Az eredetileg a piemonti Novarából származó, és a 18. században a svájci Genfbe költözött olasz Camoletti család építészeti munkáiról híres.
Marc Camoletti építészeti és festészeti tanulmányait követően Párizsba költözött, ahol megismerkedett Germaine Ribere-rel, aki bevezette őt a színházi életbe, és aki hamarosan a felesége is lett. Az első rendezése, Isabelle et le pélican című Marcel Franck-darab volt 1955. április 30-án, a Théâtre Édouard VII-ben. Párizsban. A következő lépés első saját darabja, a La Bonne Anna volt, amelyet 1958-ban mutattak be a párizsi Théâtre des Capucines-ben, Michel de Ré rendezésében. A La Bonne Anna nyilvános sikere meggyőzte Camolettit, hogy folytassa lépteit a „vaudeville” útján.
1960 végén nagy sikert aratott a Boeing Boeinggal, Christian Gérard rendezésében, amelyet a párizsi Comédie Caumartinban mutattak be. A Franciaországban többször előadott vígjáték 55 országban aratott jelentős sikert, több mint 17 500 előadáson, köztük Londonban is, 1962-től kezdődően hét egymást követő évben. 1991-ben a Guinness Rekordok Könyve a Boeing Boeinget „a külföldön leginkább reprezentált francia színjátéknak” minősítette.
A L’Amour propre (1968) esetén először rendezte saját darabját, amelyet a párizsi Théâtre Édouard VII-ben mutattak be.
1972-ben feleségével, Germaine-nel átvette a párizsi Théâtre Michel vezetését, s az év végén úgy döntöttek, bemutatják a Duos sur canapé (Négyen a kanapén) című új vígjátékát. Ebből merítette egyetlen filmje témáját, amelynek forgatókönyvét és megrendezését ő vállalta.
1984-ben újra bemutatta a L’Amour propre-t Le Bluffeur címmel a párizsi Théâtre de la Michodière-ben, felesége díszleteivel és jelmezeivel.
A Pyjama pour six (Hatan pizsamában) című vígjátékot 1985-ben mutatták be a Théâtre Michelben, majd 1988-ban folyamatosan. 1991 márciusában Robin Hawdon változatában, Don't Dress for Dinner címmel a londoni Apollo Theatre-ben mutatták be, majd a Duchess Theatre-ben (1992 októberétől folyamatosan 6 évig ment).
Az 1980-as és 90-es években a Théâtre Michelben előadott vígjátékokat Georges Folgoas közreműködésével rögzítették, az Antenne 2 sugározta, majd DVD-n is megjelent.
2003. július 18-i halálhírére Jean-Jacques Aillagon, akkori kulturális miniszter így nyilatkozott: „A színház elveszítette azt a szerzőt, aki kétségtelenül tudta, hogyan vigye fel a vaudeville-t az időtállóan divatos siker égboltjára. (…) Több millió párizsi, francia és külföldi néző emlékezetében megmarad, akik nevetve osztoznak a színház varázsában." 

## Színházi bemutatói

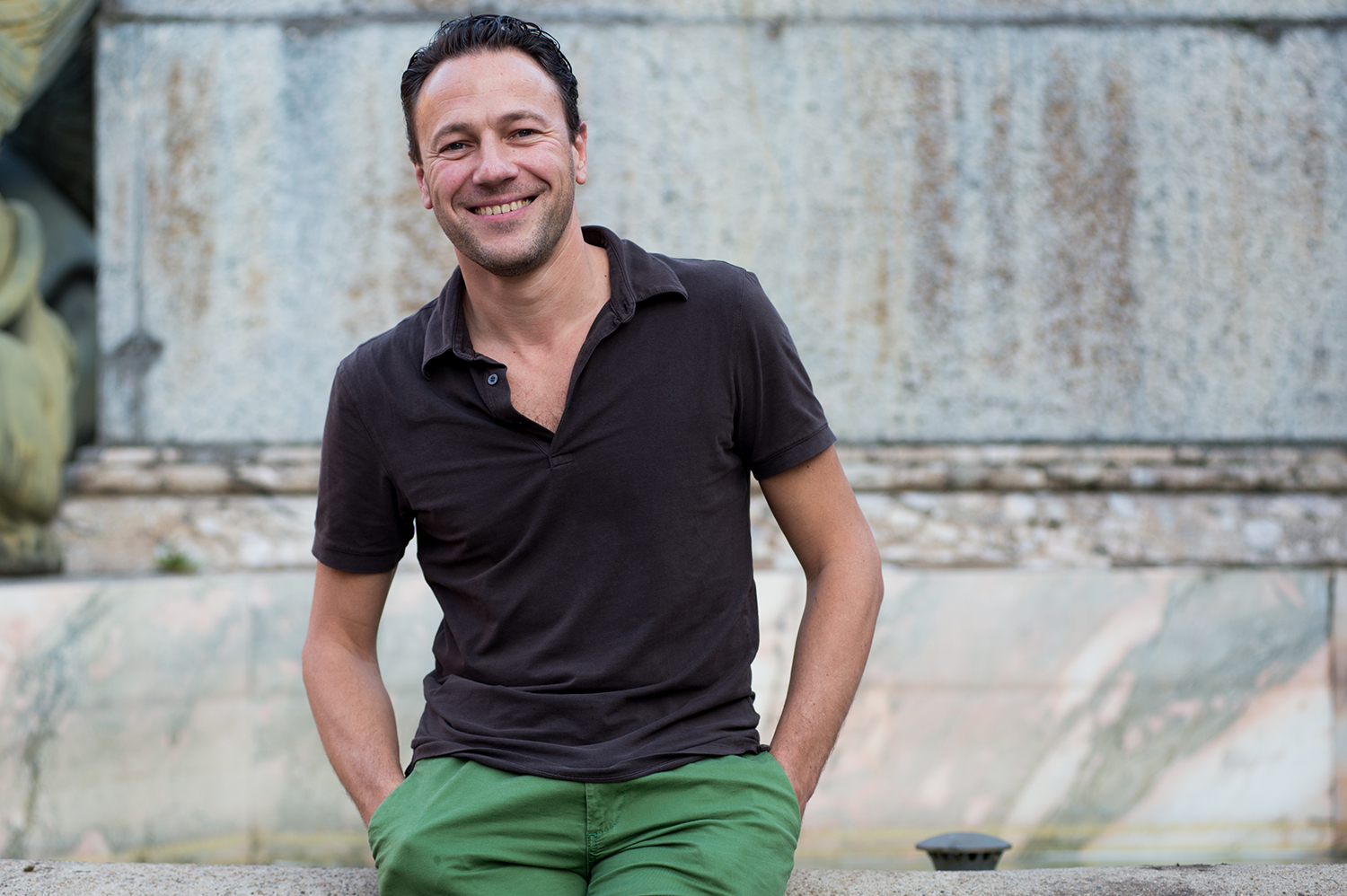
Thierry Crouzet a Négyen a kanapén 2017-es bemutatójának főszereplője

- La Bonne Anna, három felvonás, Párizs, Théâtre des Capucines, 1958. március
- Pauvre Édouard, három felvonás, Párizs, Comédie-Wagram, 1959
- L’Homme nu, három felvonás, Párizs, Théâtre des Capucines, 1959. július 31.
- Heureux mortels, Párizs, Théâtre Fontaine, 1960. március 25.
- Boeing-Boeing, Párizs, Comédie-Caumartin, 1960. december 10.
- Sémiramis, három felvonás, Párizs, Théâtre Édouard VII, 1963. szeptember 18.
- Secretissimo, két felvonás, Párizs, Théâtre des Ambassadeurs, 1965. október 2.
- La Bonne Adresse, Párizs, Théâtre des Nouveautés, 1966. december 21.
- L’Amour propre, három felvonás, Párizs, Théâtre Édouard VII, 1968. február 22.
- Duos sur canapé (Négyen a kanapén), Párizs, Théâtre Michel, 1972. december 19.
- Boldog születésnapot, Párizs, Théâtre Michel, 1976. szeptember 2.
- On dînera au lit, két felvonás, Párizs, Théâtre Michel, 1980. szeptember 26.
- Le Bluffeur ou L’Amour propre, Párizs, Théâtre de la Michodière, 1984. november 9.
- Pyjama pour six (Hatan pizsamában), Párizs, Théâtre Michel, 1985. december 7.
- Mon cœur sur la commode, 1986
- La chambre d'ami, Párizs, Théâtre Michel, 1987. november 28.
- Darling chérie, Párizs, Théâtre Michel, 1991
- Sexe et jalousie, Párizs, Théâtre Michel, 1993. február
- Voyage de noces, Párizs, Théâtre Michel, 1997. szeptember 16.

## Filmen
- Boeing, Boeing!, rendezte: John Rich, írta: Marc Camoletti (1965)
- Duos sur canapé, forgatókönyvíró és rendező: Marc Camoletti (1979)

## Fordítás
- Ez a szócikk részben vagy egészben  a   Marc Camoletti című olasz Wikipédia-szócikk ezen változatának fordításán alapul.  Az eredeti cikk szerkesztőit annak laptörténete sorolja fel. Ez a jelzés csupán a megfogalmazás eredetét és a szerzői jogokat jelzi, nem szolgál a cikkben szereplő információk forrásmegjelöléseként.